# Roberto Dueñas
Roberto Dueñas Hernández (Madrid, Madrid, 1 de noviembre de 1975) es un exjugador de baloncesto español de los años 1990 y 2000. Destaca por ser, con 2,21 m de altura, el jugador más alto del baloncesto español. Triunfó en el F. C. Barcelona jugando, como pívot titular, durante diez años, entre 1995 y 2005, y participando en la conquista de seis ligas ACB, 2 Copas del Rey, 1 Euroliga y 1 Copa Korac.
En sus nueve años con el F. C. Barcelona, capturó 2113 rebotes y puso 266 tapones, siendo el máximo reboteador y taponador de la historia del Barça, además de acumular 28 partidos contra el Real Madrid, siendo el tercer jugador blaugrana que más clásicos ha jugado, por detrás de Juan Carlos Navarro y Andrés Jiménez.

## Trayectoria deportiva

### Categorías inferiores
Su primer equipo fue el juvenil del Móstoles (1992-93), jugó como cedido en el Fuenlabrada (1994-95). Dueñas fichó por el F. C. Barcelona en la temporada 1994-1995 aunque, inicialmente, jugó en el Club Bàsquet Cornellá (1995-96), filial del conjunto azulgrana. Esa temporada, sin embargo, ya participó en algunos partidos del primer equipo.

### Liga ACB
En la temporada 1996-1997 ya se incorporó definitivamente al primer equipo barcelonista. Tras completar una gran temporada en la Liga ACB, ese mismo año fue elegido en el draft de la NBA (2.ª ronda, número 58) por Chicago Bulls. Posteriormente, sus derechos fueron transferidos a los New Orleans Hornets. Dueñas, sin embargo, rechazó la opción de ir a jugar a la liga profesional norteamericana y optó por seguir jugando en el F. C. Barcelona.
Roberto Dueñas se convirtió, gracias a su impresionante altura (2,21m.), peso (141 kg) y envergadura, en uno de los pívots más determinantes del baloncesto europeo, y contribuyó decisivamente a los éxitos tanto de su club como de la selección española de baloncesto. Sin embargo, sus crónicos problemas de espalda le apartaron cada vez con más frecuencia de las pistas, obligándolo a pasar en diversas ocasiones por el quirófano. 
En el año 2001 Dueñas renovó su contrató con el Barcelona por cinco temporadas, aunque el club azulgrana incluyó una cláusula en el contrato según la cual el club se reservaba unos días de margen al concluir cada temporada para comunicarle si continuaba o no en sus filas, en función de su estado físico. 
El 5 de julio de 2005 el F. C. Barcelona le comunicó la rescisión de su contrato, en el marco de la profunda renovación de plantilla llevada a cabo por el nuevo director técnico del baloncesto azulgrana, Zoran Savić, y el nuevo entrenador, Duško Ivanović.
Tras su marcha del F. C. Barcelona, Roberto Dueñas fichó por el Akasvayu Girona, club que se reforzó con grandes fichajes, sobre todo con el fichaje del base NBA Raül López.
Después de jugar durante una temporada en Gerona, a la llegada del técnico Svetislav Pešić, Dueñas vio que no contaban con él y fichó por el Joventut de Badalona, equipo en el que ha jugado Euroleague y ACB, hasta que en abril fue cedido al Club Bàsquet Prat en teoría, hasta final de temporada, con la intención de coger buena forma para afrontar los Play-Off de la ACB en la lucha por el título, pero tras jugar solo un partido con el CB Prat, se negó a seguir en dicho club, y se volvió a reincorporar al Joventut de Badalona, retirándose de forma definitiva al final de la temporada 2006-07.

### Clubes
- CB Móstoles (juvenil): 1992-1994.
- CB Fuenlabrada (2.ª División): 1994-1995.
- CB Cornellà (EBA): 1995-1996.
- F. C. Barcelona (ACB): 1996-2005.
- Akasvayu Girona (ACB): 2005-2006.
- DKV Joventut (ACB): 2006-abril de 2007 (Cedido al Club Bàsquet Prat).
- Cedido del Club Joventut de Badalona al CB Prat (LEB-2) la cesión duró finalmente una semana.
- DKV Joventut (ACB): abril de 2007-junio de 2007 (vuelve al Joventut de Badalona tras jugar un partido con el CB Prat).

## Retirada y homenajes
El 8 de julio de 2007 anunció a los medios su retirada del baloncesto profesional al término de la participación de España en el Eurobasket 2007, debido a los problemas crónicos que tiene en la espalda que le han hecho en varias ocasiones pasar por el quirófano. El día 16 hizo efectiva su retirada del Joventut de Badalona ante compañeros como Juan Carlos Navarro, Marc Gasol, Nacho Rodríguez, Rodrigo de la Fuente, Nacho Solozabal, Chichi Creus, Gregor Fučka, Jordi Villacampa, Manel Bosch, Roger Grimau y Joan Montes. Ese mismo mes el Barcelona anunció la retirada de su camiseta con el número 12 como homenaje, uniéndose así a Epi, Nacho Solozábal y Andrés Jiménez, que también recibieron en su día tal honor.
El 3 de diciembre de 2007 se incorpora a la disciplina del baloncesto base del F. C. Barcelona y su tarea es realizar entrenamientos específicos a los jugadores de la cantera.

## Palmarés
- Euroliga (2003)
- 6x Liga ACB (1996, 1997, 1999, 2001, 2003, 2004)
- 2x Copa del Rey de Baloncesto (2001, 2003)
- Copa Korac (1999)
- 1 medalla de plata en el Eurobasket de París ’99, con la selección española.
- MVP de las Finales de la Liga ACB de 1997.
- Tres veces participante del All-Star en la ACB (Cáceres ’96, Murcia ’98 y Manresa ’99).